# Nishihara Mikito
Mikito Nishihara (sinh ngày 10 tháng 6 năm 1980) là một cầu thủ bóng đá người Nhật Bản.

## Sự nghiệp câu lạc bộ
Mikito Nishihara đã từng chơi cho Albirex Niigata.